# 히가시카나자와역
히가시카나자와역(일본어: 東金沢駅)은 일본 이시카와현 가나자와시에 있는 IR 이시카와 철도 IR 이시카와 철도선의 철도역이다.

## 역 구조
섬식 1면 2선 구조의 지상역으로, 역사는 선상 구조이다.

### 승강장
| 1 | ■ IR 이시카와 철도선 | (상행) | 가나자와 방면          |
| 2 | ■ IR 이시카와 철도선 | 하행   | 다카오카 · 도야마 방면 |
| 2 | ■ 나나오 선          | 하행   | 하쿠이 · 나나오 방면   |

## 역세권 정보
- 국도 제359호선
- 서일본 여객철도 가나자와 종합 차량소

## 역사
- 1925년 8월 1일: 일본국유철도 호쿠리쿠 본선 가나자와 역 ~ 모리모토 역 사이에 고사카 신호장으로 개업.
- 1933년 8월 1일: 역으로 승격하여 히가시카나자와역으로 이름이 바뀌었다.
- 1987년 4월 1일: 민영화에 따라 서일본 여객철도의 소속이 되었다.
- 2015년 3월 14일: 호쿠리쿠 신칸센의 연장 개통으로 IR 이시카와 철도로 소속이 이관되었다.
- 2017년 4월 15일: ICOCA 도입.[1]

## 인접역
| IR 이시카와 철도 ■ IR 이시카와 철도선 | IR 이시카와 철도 ■ IR 이시카와 철도선 | IR 이시카와 철도 ■ IR 이시카와 철도선 |
| ------------------------------------- | ------------------------------------- | ------------------------------------- |
| 가나자와 다이쇼지 방면                | 보통                                  | 모리모토 도야마 방면                  |